# Adhémar van Monteil

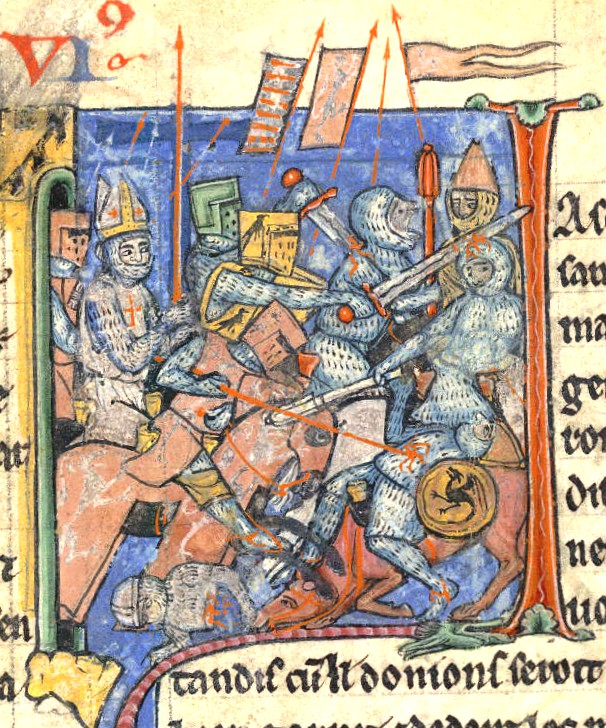
Adhemar van Monteil chargeert met de Heilige Lans de Saracenen voor Antiochië
(13e eeuw), Histoire d'Outremer, Willem van Tyrus, British Library

Adhémar van Monteil (ook bekend als Adhémar van Le Puy, ? – Antiochië, 1098) was bisschop van Le Puy-en-Velay (1077-1098), pauselijk legaat en een belangrijk persoon in de Eerste Kruistocht.
Hij is afkomstig van een adellijke familie uit Monteil in de Dauphiné. In het bisdom Le Puy dwong de hervormingspaus Gregorius VII bisschop Etienne de Polignac af te treden omwille van beschuldiging van simonie; de paus excommuniceerde hem. Adhemar de Monteil kon bisschop worden in Le Puy-en-Velay. In zijn bisdom voerde de Monteil de Gregoriaanse hervorming door.
Toen paus Urbanus II in 1095 opriep tot een kruistocht, werd hij gekozen als pauselijk legaat en werd hij geestelijk en politiek leider van de Eerste Kruistocht. Hij raakte gewond en werd gevangengenomen, maar herstelde en trad Constantinopel binnen samen met Raymond IV van Toulouse. Hij onderhandelde met keizer Alexius I van Byzantium en riep samen met Simeon II, de patriarch van Jeruzalem die op Cyprus verbleef als balling, het Westen op om meer kruisvaarders te sturen. Hij was een goede leider en zijn dood in 1098 (ten gevolge van de pest) had een negatief effect op de kruistocht en op de betrekkingen tussen Rome en Constantinopel.
- Gemeinsame Normdatei: 104239735
- Nationale Bibliotheek van Polen: a0000003824662
- Virtual International Authority File: 2900527
- WorldCat: E39PBJdCqHTRDHcw6R4MgqxdQq